# ホアキン・グスマン
ホアキン・アルチバルド・グスマン・ロエーラ（スペイン語：Joaquín Archivaldo Guzmán Loera、1957年4月4日 - ）は、メキシコの麻薬密売・密輸組織シナロア・カルテルの最高幹部。エル・チャポ（スペイン語: El Chapo、「ちび」の意）の通称で知られる。2025年現在はアメリカ合衆国コロラド州にあるADXフローレンス刑務所にて終身刑で服役中。
『フォーブス』は、グスマンを「史上最大の麻薬王」、アメリカ合衆国連邦政府は「地球上で最も残酷で危険で恐ろしい男」、アメリカ麻薬取締局（DEA）は「パブロ・エスコバルに匹敵する影響力を持つ麻薬界のゴッドファーザー」と称している。2015年には、シカゴ犯罪委員会より「公衆の敵ナンバーワン」に指名された。

## 来歴

### 生い立ち
シナロア州バディラグアト郡の小村であるラ・トゥナ出身。
生家は貧農であり、最寄りの学校から100キロメートルも離れている田舎で育った。教師は月に数回家を訪ねてグスマンに教育を施したが、ギャンブルと女で身を持ち崩した父親に代わり、早くから長男であるグスマンは教育を受ける機会を放棄し、産業がないこの地域で農民がよく栽培しているマリファナやケシの実を4人のいとこと共に収穫して売り歩き、家族を支えたという。
やがて、だらしない父に愛想を尽かしたグスマンは、実家を出て祖父と暮らしながらバディラグアトを出る機会をうかがい、20歳ごろに伯父が密売業者を務める麻薬組織に加入して、本格的な犯罪稼業に手を染めるようになっていった。

### 犯罪組織へ
1970年代にはミゲル・アンヘル・フェリックス・ガジャルドがボスを務めるグアダラハラ・カルテルに所属し、後のシナロア・カルテルのボスとなるヘクター・ルイス・パルマ・サラサールの下で働くようになった。当初はアメリカ＝メキシコ国境に空輸されてくる麻薬の運び屋兼監視係を務めており、そこでグスマンは麻薬の輸送に1分1秒でも遅れた運び屋を問答無用で射殺する厳格さで知られ、周囲の畏怖及びボスからの信頼を勝ち取っていった。
そして1980年代初頭にはボスの専属運転手を務めるようになり、やがてコロンビアからメキシコに輸送されてくる麻薬の管理を任されるようになった。
また、グアダラハラ・カルテルは1970年代後半から1980年代初頭にかけて、コロンビアとアメリカ＝メキシコ国境を結ぶコカインの仲介業者として活動するとともに、カリブ海やフロリダ半島を結ぶ麻薬の輸送ルートを新たに開拓して組織を巨大化させていった。
そして、1980年代中頃になると、取引相手であったメデジン・カルテルやカリ・カルテル等のコロンビアの麻薬カルテルが、アメリカから支援を受けたコロンビア軍の攻勢を受け、勢力は弱体化した。結果として彼らが得ていた権益をメキシコの麻薬カルテルが引き継ぎ、さらに組織は巨大化した。

### ボスの逮捕とカルテルの分割
一方で、DEAもメキシコマフィアの活動を探るべく、エージェントを秘密裏に麻薬組織に送り込むようになった。その中の一人であるキキ・カマレナは、ガジャルドを含むボスとも繋がりを持つようになり、やがて彼から情報提供を受けたメキシコ軍が、1984年11月にグアダラハラ・カルテルが所有する1,000ヘクタールもの広さをもつ大規模なマリファナ畑に奇襲をかけて破壊、80億ドルもの損害を組織に与えた。
カマレナの裏切りに気付いたガジャルドは、1985年2月に白昼堂々彼を拉致し、残忍な拷問にかけた末に殺害した。この事態にアメリカ政府は激怒し、メキシコ当局はカマレナ殺害犯を逮捕すべく大規模な捜査を行い、1989年にガジャルドは逮捕された。
ガジャルドは刑務所から使者を通して幹部をアカプルコに招集させ、グスマンを含む幹部達はカルテルを3つ（ティフアナ・カルテル、フアレス・カルテル、シナロア・カルテル）に分割することを決定した。
グスマンはガジャルド逮捕時には偽名を使用して活動していたとされ、麻薬の密輸を行いつつ薬物、武器、金銭を蓄えていた。またマリファナやケシの農園を多数所持し、地域の住民に栽培させていた。
1987年、アメリカ当局がグスマンの捜査を初めて行い、法廷で証言者が語ったところによると、グスマンがシナロア・カルテルの事実上のボスであり、1987年9月19日から1990年5月18日までの間に2トンのマリファナ及び4.7トンのコカインをアメリカに密輸し、約15億ドルの利益を上げていたという。別の捜査資料によると、3年間で31トンのコカインと大量のマリファナの密輸を行い、100億ドルの利益を上げていたという。
また、摘発されるリスクを減少させるために、空路は使用せずに陸路を使用して麻薬をアメリカへ輸送した。持ち込み手段は様々であり、密輸業者に少量の麻薬を持たせて運搬させたり、チリペッパーの缶や消火器に麻薬を隠して列車で運び込んだという。さらにアメリカ＝メキシコ国境付近に精巧なトンネルを掘削し、麻薬を運び込むという手口を編み出した。
代金の回収手段については、スーツケースに現金を詰め込み、賄賂をつかまされた税関の職員が意図的に荷物を通過させてメキシコへ運び込まれたという。

### 一度目の脱獄
グスマンは1993年にグアテマラで逮捕され、殺人及び麻薬密輸の罪で懲役20年の実刑を受け刑務所に収監されていたが、2001年1月に清掃作業車（洗濯物用カート）に隠れて脱獄に成功。78名もの看守に賄賂を配り、グスマン自身が250万ドルの費用を掛けた大掛かりな脱獄であった。この脱獄に関わった看守数名は後に逮捕され刑を受けている。看守の制服を着て堂々と正面玄関から出ていったという説もある。
メキシコ当局、アメリカ当局及びインターポールから指名手配を受けたが、地下に潜伏しつつ麻薬密売組織において活動を活発化、2003年にはライバルであるガルフ・カルテルのボスであるオシエル・カルデナス・ギリェンが逮捕されたことで急速に勢力を拡大、アメリカ合衆国財務省は、グスマンを「世界最大の麻薬組織のボス」と推測している。特にメキシコ当局は500万ドル、アメリカ当局は380万ドルの懸賞金を懸けて行方を追った。
2013年、シカゴ当局が「アル・カポネ以来、最大の社会の敵」だとコメント。
2014年2月22日、メキシコ軍とアメリカの捜査当局（DEA、アメリカ国土安全保障省など）の合同作戦により、シナロア州マサトランの高層マンションで身柄を拘束された。

### 二度目の脱獄
2015年7月11日、厳戒レベルの警備で知られるエル・アルティプラーノ刑務所より、地下トンネルを用いた2度目の脱獄をした。
グスマンが麻薬取引で稼ぎ出した資産は約1,000億円。脱獄に使った資金は1度目は3億円、2度目は60億円とも言われている。
2016年1月8日、故郷であるメキシコ中西部シナロア州で通報を受けて駆けつけた当局との銃撃戦の末、グスマンの身柄が確保される。この銃撃戦で密売組織のメンバーとみられる5人が射殺される。グスマン自身はこの現場からは車で逃れたが、その後すぐに捕まった。
2017年1月19日にグスマンはアメリカに飛行機で移送された。

### アメリカでの裁判
2018年11月5日、グスマンの公判がニューヨークのブルックリン地区連邦裁判所で開始された。公判中は収監されている連邦刑務所メトロポリタン矯正センターから、裁判所までの往復の行程の中に通過するブルックリン橋を通過のたびに一時閉鎖し、移動中は空からもヘリコプターで搬送車とその周辺を監視するなど、異例の厳戒態勢が敷かれた。
2019年2月12日、ニューヨークの連邦地裁の陪審は、グスマンに対するアメリカへの麻薬密売など10の罪に対して、すべての罪状で有罪評決を下した。
2019年7月17日、連邦地裁はグスマンに対し、仮釈放なしの終身刑を言い渡し、罰金126億ドル（当時レートで約1兆3600億円）の支払いを命じた。身柄は、同年7月19日にコロラド州フローレンスにあるADXフローレンス刑務所に収監された。

## 人物
- 刑務所時代を通じて、後に婚約者となる女性と知り合ったが、この婚約者は2008年12月に殺害されている。遺体には対立組織の名が刻まれていたが、首謀者は不明[2]。
- 2009年から2011年にかけて、フォーブス誌ではグスマンを世界でも有数の影響力を持つ人物として認定しており（3年間の順位は41位、60位、55位）、メキシコで2位の影響力を持つ人物としている（1位は実業家であるカルロス・スリム）。またグスマンはメキシコで10位の富豪であり（世界で1140位）、1000億円もの純資産を保有しているという。
- グスマンは貧困層に仕事を与えたり、災害時に政府よりも早く援助活動を行うなどするため、熱烈なサポーターがおり、またある種の文化的アイコンとなっている。以前捕まったときも抗議デモが起こったり、また、「3度目の脱獄頑張れよ」Tシャツが売り出されるなどしている。メキシコ地場の"Narcocorrido"音楽(曲調はメキシカン・フォーク風だが歌詞はギャングスタ・ラップ風)の題材にしばしばなり、有名歌手が応援ソングを歌っているほどである。
- 2度目の逮捕直前には、メキシコの女優ケイト・デル・カスティーリョを通じてショーン・ペンとのインタビューを行い、その模様はローリング・ストーン誌に掲載された。[21]

## 家族
- 2008年5月9日、息子の一人であり、カルテルの幹部でもあったエドガー・ホアキン・グスマンがクリアカンで敵対組織であるベルトラン・レイバ・カルテルによって暗殺された[22]。
- 2019年10月17日、メキシコ当局はクリアカンにて、息子の一人でありカルテルの幹部であるオビディオ・グスマンを銃撃戦の末に拘束したものの[23]、最終的には釈放している[24]。
- オビディオ・グスマンは、兄であるホアキン・グスマン・ロペス、ヘスス・アルフレド・グスマン・サラザール[25]、イヴァン・アーキバルド・グスマン・サラザール[26]とともにアメリカ司法省に麻薬密輸等の疑いで訴追され、アメリカ国務省により最大500万ドルの懸賞金がかけられた[27][28]。オビディオ・グスマンは2023年1月5日に再び拘束された[29]。2023年9月15日、アメリカ司法省は、オビディオ・グスマンがメキシコからアメリカに移送されたと発表した[30]。
- 2021年2月22日、グスマンの妻であるエマ・コロネル・アイスプロが、アメリカのダレス国際空港にて麻薬密輸の共謀の疑いで逮捕された[31]。
- 母：マリア・コンスエロ・ロエラ・ペレスは2023年12月10日に95歳で死去。2019年にはシナロア州にアンドレス・マヌエル・ロペス・オブラドール大統領が訪問した際、ロエラと話したことが物議を醸した[32]。
- 2024年7月25日、アメリカ司法省は息子の一人であるホアキン・グスマン・ロペスをイスマエル・サンバダ・ガルシアと共に逮捕したと発表した[33]。